# Orthogeomys grandis
Orthogeomys grandis és una espècie de mamífer rosegador de la família dels geòmids. Es troba a Guatemala, Hondures i Mèxic.